# V Equulei
V Equulei är en pulserande variabel av RR Lyrae-typ (RRAB) i stjärnbilden Lilla hästen.
Stjärnan är av visuell magnitud +15,119 och varierar i amplitud med 0,60 magnituder med en period av 0,5251086 dygn eller 12,60261 timmar. RR Lyrae-stjärnornas period varierar mellan 0,2 och 1,2 dygn med ett medianvärde på 0,5 dygn. V Equulei ligger ganska nära medelvärdet.